# Historia de Gerona
La historia local de Gerona.

## Época antigua: íberos y romanos

### Fundación de Gerunda

Plano de la ciudad entre el y el siglo VIII

Los primeros pobladores fueron los íberos de la tribu de los indigetes, establecidos en los poblados que rodean y cierran el pla de Gerona, como el del desfiladero de San Julián de Ramis, que era el más importante. Durante las Guerras Sertorianas, (82-72 a. C.), hacia el 77 a. C. Pompeyo construyó un oppidum sobre la Vía Heráclea (futura vía Augusta), para defenderla y luchar contra el sedicioso Sertorio, de la facción de los "populares" que se había levantado en armas en la Hispania romana contra Sila de la facción de los "optimates" que controlaba el poder en Roma. Debido a las necesidades militares del momento, los ocupantes romanos fundaron la originaria Gerona, denominada, en aquellos momentos, Gerunda, cuya etimología no se ha aclarado podría, quizá, fuera "entre el Undarios", nombre que, en lengua íbera, recibía el río Oñar.
La nueva ciudad de Gerunda se repobló con los habitantes del poblado de San Julián de Ramis que, al parecer, fueron obligados a trasladarse al oppidum gerundense. Gerunda se erigió como baluarte defensivo de la entrada de la Vía Augusta en Hispania convirtiéndose en un importante centro de la región, con la articulación de un ager romano que rodeaba la urbe. Estas dos unidades formaban la ciudad de Gerunda, pieza esencial y básica de la organización territorial romana. Pese a que Gerunda se encontraba en el interior, alejada de la costa, disponía de una buena conexión con el puerto de Ampurias, primer bastión romano en el nordeste peninsular, colonizado durante la segunda guerra púnica al lado del asentamiento griego que ya existía.

### Estructura urbana, económica y política de Gerunda
La estructura de la ciudad de Gerunda era atípica. No seguía las distribuciones hipodámicas estándar, ni las centurizaciones habituales de las urbes romanas. Puesto que se levantaba sobre la Vía Augusta por motivos estrictamente militares, su construcción era totalmente irregular. Pese a todo se pueden distinguir las partes básicas de la ciudad romana: el cardo maximus, el forum. No se ha podido documentar la existencia de ningún decumanus maximus. El cardo maximus estaba situado sobre el trazado de la Vía Augusta, en el tramo interior de la ciudad llamado, en la actualidad, calle de la Força. El "forum" estaba ubicado en la actual plaza de la Catedral. Probablemente el templo de la ciudad se construyera en el lugar que ocupa hoy la iglesia catedral de Santa María de Gerona. La distribución de la ciudad sobre aterrazamientos paleofluviales dificultaba el desplazamiento por el centro, por lo que se tuvieron que transformar todos los decumani (calles alineadas de este a oeste) con escaleras. La mayoría de ellas, con las reformas y modificaciones hechas a lo largo de los años, todavía se conservan. El otro elemento importante de la ciudad era la muralla. Esta se construyó en dos fases: la primera se edificó al fundar la ciudad, y la segunda a finales del siglo III d. C. Las diferencias morfológicas permiten identificarlas fácilmente dada la utilización de piedras de composición y formas diferentes. La segunda fase se construyó con motivo de las necesidades defensivas que las incursiones germánicas llevadas a cabo en Hispania provocaban. Las murallas (llamadas pomerium) no se utilizaban únicamente para fines militares servían, también, para definir los límites del "urbs" (voz latina que significa ciudad) y separarla del ager (campo).

La estructura política de la ciudad seguía los parámetros estándar de toda ciudad romana. Se ha de tener en cuenta que, Gerunda, era una ciudad de una provincia pequeña y lejana, irrisoria para Roma. La ciudad se regía, probablemente, según el Derecho latino que no era exactamente el mismo que el Derecho romano. En la práctica, los ciudadanos libres de las ciudades que se regían por el Derecho latino disponían de una ciudadanía más restringida que los habitantes que se regían por el Derecho romano. El sistema para obtener una ciudadanía plena era el cursus honorum, la carrera política o pública.

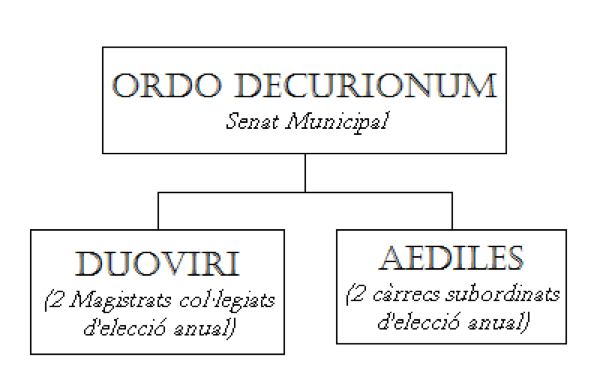
estructura política de Gerunda

 Debido a esto, las magistraturas romanas eran muy codiciadas por los ciudadanos ambiciosos, pese a que éstas constituyeran unos cargos muy caros ya que, como todos los gastos públicos que eran competencia de una magistratura, eran asumidos por los fondos privados del magistrado de turno. Gerunda, en tanto que ciudad romana, disponía de las instituciones habituales, como el ordo decurionum (el senado municipal con poder legislativo), el duunvirato (dos magistrados colegiados con poder ejecutivo, de elección anual), y del edilidad (dos magistrados subordinados encargados de los servicios públicos de la ciudad). Estaban, también, los cargos religiosos que, en el fondo, eran cargos políticos. El centro de la política municipal era el ordo decurionum.
Otra parte de la ciudad de Gerunda lo componía el ager (agronomía). Era el ámbito de la producción agrícola y manufacturera en el que se concentraban los vilae, es decir, los centros agrícola-ganaderos con los que se abastecía a la ciudad; la mayoría de las veces eran propiedad de los hacendados que vivían en la ciudad y delegaban la administración de las mismas a sus subordinados (villicus). Se cultivaban cereales, olivos y viñas, la ganadería la componían el ovino, vacuno y caprino, y existían, además, unos cuantas fábricas de cerámica.

### La llegada del cristianismo y el final de la Gerona romana

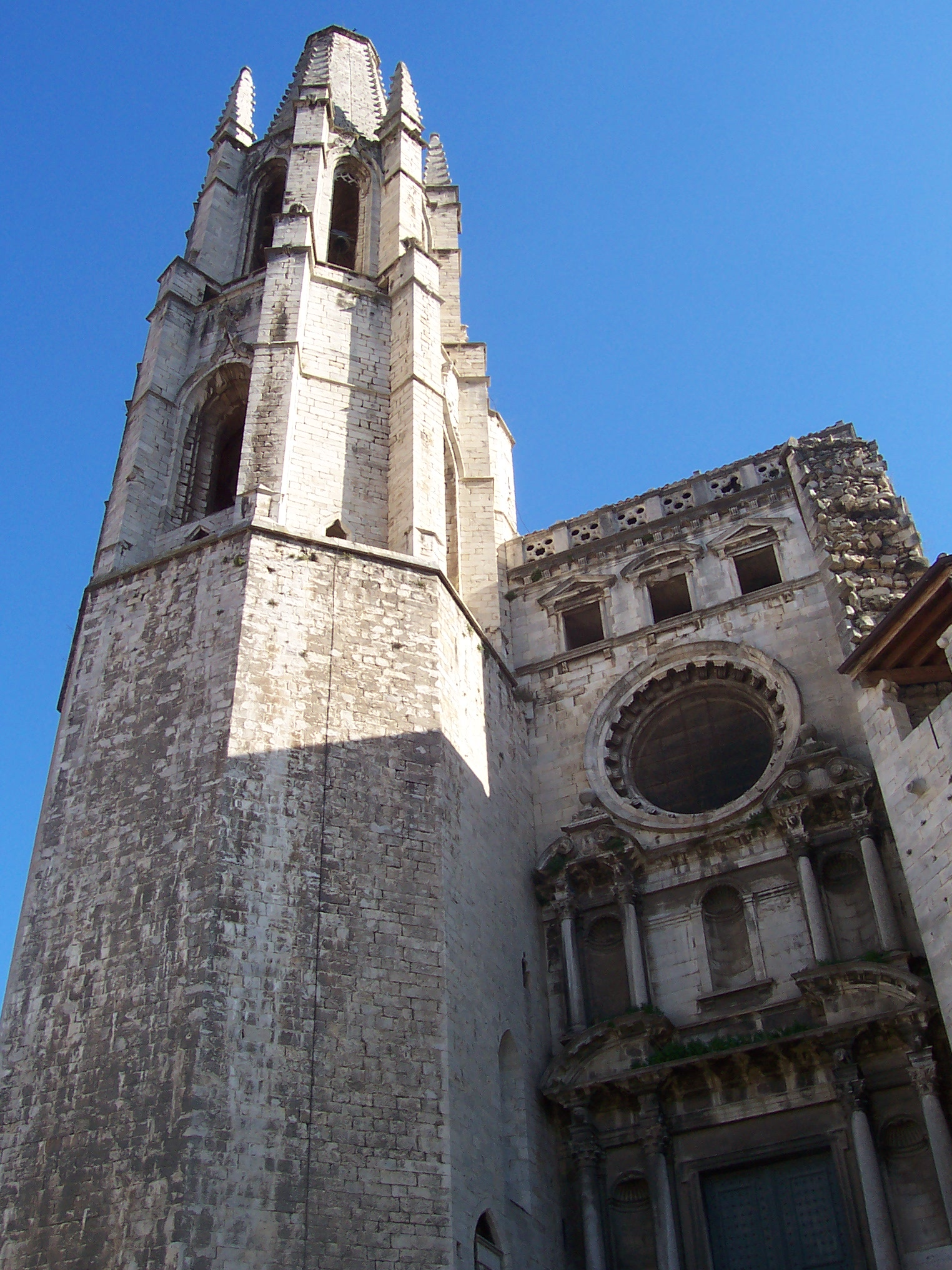
Fachada de la iglesia de San Félix

El primer comunicado cristiano de Gerunda, aparece documentado hacia el 304-305 d. C. Durante las persecuciones de Diocleciano en las que se cree que murió martirizado, en la ciudad, uno de los difusores de la religión en la zona, que llegó a través de las rutas comerciales marítimas: San Félix de Sicilia (Mauritania). San Félix se convirtió en el primero y único mártir de la ciudad y santo primigenio hasta que fue desplazado por el apócrifo san Narciso, de tradición importada en la época alta medieval. Los restos encontrados en el actual barrio de San Félix, posiblemente el sarcófago del santo (siglo IV d. C.) hacen pensar que, probablemente, en ese lugar se construyó un martyrium (tumba de un santo) y evidencian la existencia de una comunidad cristiana muy arraigada y poderosa (los mármoles del sarcófago son de gran calidad y tallados en Roma por las mejores escuelas de relieve) dan fe de ello. Cabe suponer, también, que en 404 d. C. ya hubo un obispo de Gerunda ya que, en la documentación encontrada, se habla de un obispo de Gerunda que fue reprobado por el I Concilio de Toledo. Asimismo están documentadas la existencia de un palacio episcopal y una basílica, pese a que no se haya podido encontrar su emplazamiento.
Gerona no escapó a los acontecimientos: se involucró en las reformas de Diocleciano, sufrió las incursiones germánicas de los siglos IV y V d. C. y vio cómo el poder romano se desmoronaba en el territorio y se instalaba un nuevo poder que, en algunas de sus características, seguía una política de continuidad. El único poder que no se vio afectado por todos estos cambios fue el de la Iglesia que perduró y se expandió durante aquellos años (siglos IV y VI d. C.). Gerona continuó existiendo, y conservó el obispado unido a la sede metropolitana de Tarragona. Los cambios fueron más notorios en el campo, se observaron algunos movimientos bruscos de población que, en algunos casos, podían ser considerados como regresiones en relación con el período romano. El cambio más notable lo constituyó la construcción de un castillo en pleno siglo III ubicado sobre las antiguas ruinas del poblado íbero de Sant Juliá de Ramis que se edificó para proteger el Pla de Gerona y la ciudad de los numerosos ataques a los que se vio expuesto el territorio tras la descomposición política y militar del Imperio romano.

## Época medieval

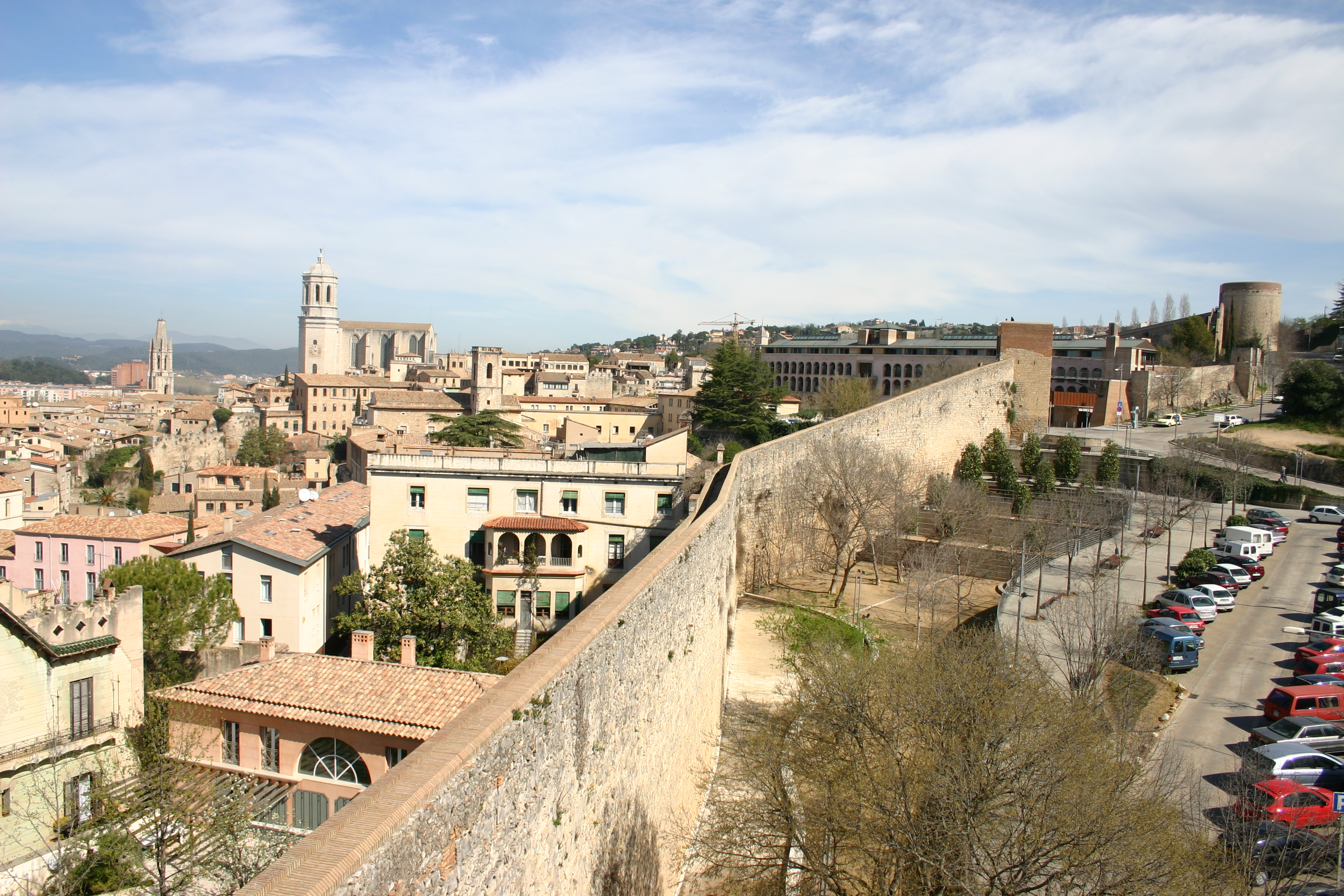
Antigua muralla de la ciudad

### Alta Edad Media
A principios del siglo V, la fragmentación del Imperio romano de Occidente era ya un hecho. La provincia Tarraconense pasó a la oligarquía militar visigótica establecida en la Galia desde finales del último tercio del siglo. Esta oligarquía, muy romanizada, articuló el nuevo poder que ellos representaban con el poder preexistente de la nobleza autóctona. En consecuencia, la ciudad de Gerona, entró en la órbita visigótica. Esta sustitución del poder político y militar no afectó la existencia de la ciudad tanto como afectó a otras antiguas ciudades romanas que quedaron abandonadas o en franca decadencia. Pese a todas las plagas y calamidades que sufrió Gerona durante los siglos VI y VII la ciudad se convirtió en un punto importante del nordeste peninsular. Asimismo Gerona sufrió el proceso de ruralización que se desencadenó por todo el antiguo imperio romano a causa de la ruina general y la pérdida de peso de los ciudadanos. No obstante Gerona se convirtió en una Ceca de los Reyes visigodos de gran relevancia en la antigua provincia Tarraconense encuadrada dentro del Reino visigodo. La difusión de la moneda gerundense fue muy extensa y se han encontrado muestras por toda la península. Concerniente a los asuntos políticos, Gerona participó en la revuelta de Paulo (673), durante las batallas por el poder llevadas a cabo entre las facciones oligarcas visigóticas que darían lugar a la descomposición del poder visigótico. El rey Wamba asoló la ciudad antes de enfrentarse a Paulo en Narbona, lo cual propicio que Gerona, acabado el imperio romano de occidente y, con ello, la seguridad de las fronteras, volviera a adquirir el carácter defensivo y estratégico que tuvo desde su fundación.
Otra característica que fortaleció a Gerona fue la organización eclesiástica. En el 517 la ciudad fue sede del concilio provincial, presidido por el obispo metropolitano de Tarragona que contó con la presencia de los obispos de Gerona, Ampurias, Barcelona, Egara, Lérida y Huesca. En esta etapa de esplendor gerundense, el culto al mártir de la ciudad, San Félix, se expandió por el territorio llegando a asentarse, incluso, en el Bierzo (obispado de Zaragoza).
En 711 se inició la conquista musulmana de la península ibérica. Debido a la descomposición del poder visigótico, la expansión musulmana se desarrolló rápidamente y, enseguida, afectó a Gerona, probablemente hacia el 715. Parece ser que la ciudad fue ocupada sin que ofreciera gran resistencia y no hubo, por tanto, destrucción alguna. Las elites locales capitularon y el nuevo poder musulmán impuso un tributo personal y territorial. Los musulmanes iniciaron la construcción de una mezquita rápidamente y expropiaron todos los bienes de la iglesia y de la nobleza visigótica. La impronta musulmana en la ciudad no tuvo gran relevancia, más bien fue casi inexistente, ya que, en el 785, las mismas elites locales que habían capitulado en el 715 entregaron la ciudad a Carlomagno. La debilidad musulmana en la región, la proximidad carolingia y la defección de las ciudades de Septimania en pro de los francos precipitaron el cambio de la ciudad de Gerona. El historiador catalán Ramón Abadal i Vinyals lo considera como el inicio de un proceso que condujo al nacimiento de la Cataluña posterior, lo cual viene a demostrar la importancia que Gerona tuvo a lo largo del tiempo.

### La Gerona carolingia
Durante mucho tiempo se creyó que la conquista franca fue cuestión personal del emperador Carlomagno. Las leyendas populares idealizaron esta gesta imaginaria con toda clase de historias relacionadas con la visita de Carlomagno a Gerona. Aunque el emperador franco jamás visitó Gerona, su administración, sostenida por la renovación carolingia, afectó profundamente a la ciudad. Por un lado, todo el territorio comprendido entre el sur de los Pirineos y el nordeste peninsular fue reorganizado como tierra fronteriza, lo que más tarde desembocaría en la creación de la Marca Hispánica. Durante 16 años, Gerona fue la plaza fuerte de la vanguardia carolingia que luchó contra el Islam hasta que la conquista de Barcelona le hizo perder este carácter. No obstante, Gerona sufrió mucho antes, los ataques de los musulmanes que querían recuperar la ciudad, una de los más célebres fue el asalto de Abd-al-Malik ocurrido en 793.
La organización carolingia del territorio convirtió a la ciudad en la sede del Condado de Gerona El condado fue el modelo elegido por la administración de Carlomagno para organizar los nuevos territorios fronterizos. El conde era el personaje que estaba en la dirección de esta entidad. Era un cargo nombrado por el monarca, sin independencia y no hereditario. Poco a poco, a lo largo del tiempo, los condes catalanes fueron adquiriendo más independencia y lograron que el cargo fuera hereditario, llegando a desvincularse de los monarcas francos. Gerona, como sede condal, cumplió holgadamente con su papel y superó las etapas más difíciles del peligro musulmán. El antiguo recinto romano fue reestructurado y ampliado consiguiendo resistir los sucesivos asaltos. Las nuevas murallas de estilo carolingio reforzaron la plaza fuerte y ampliaron la superficie de la ciudad.

### Baja Edad Media

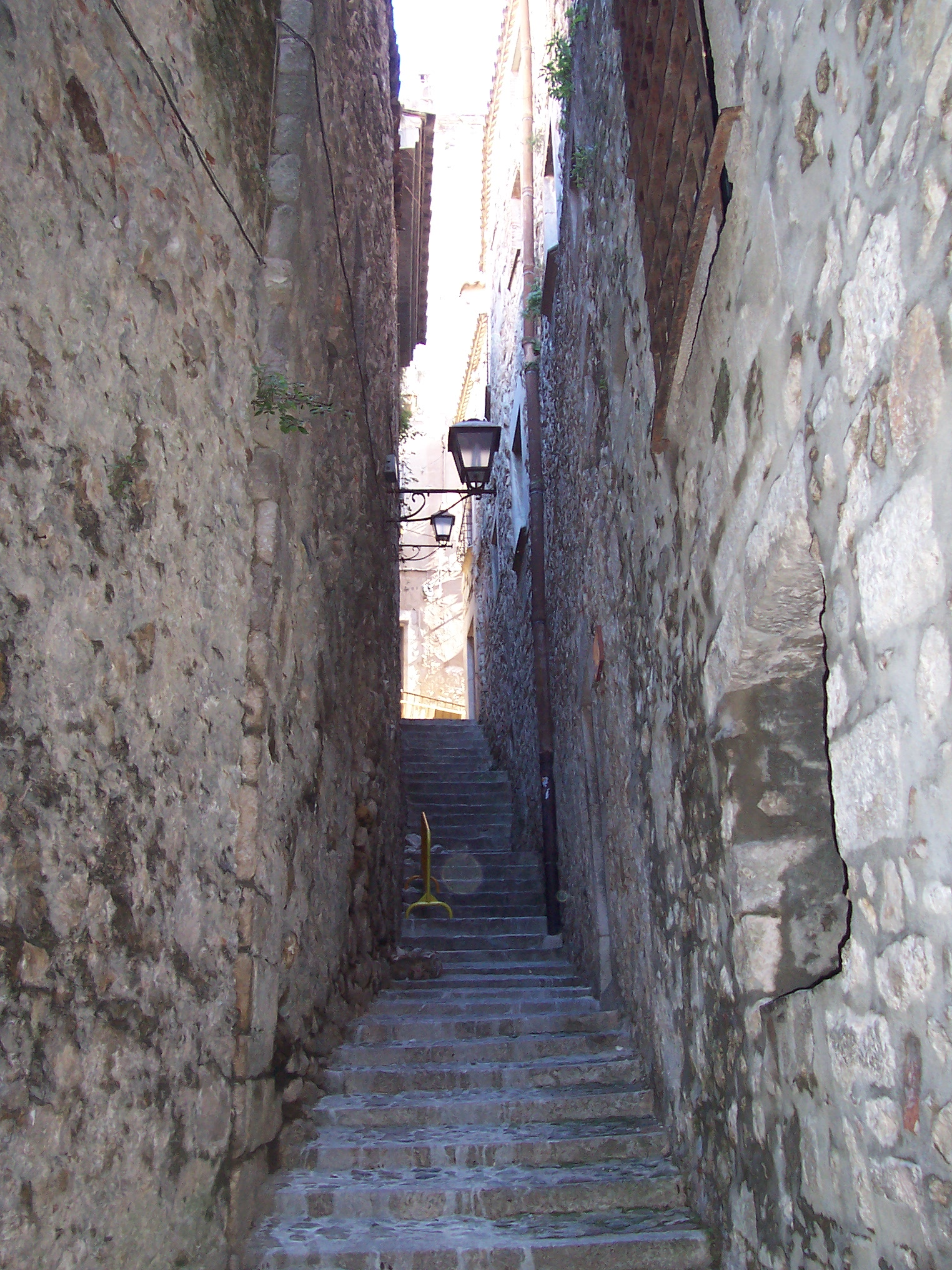
Una de las calles del barrio judío

A finales del siglo XIII, Felipe II el Atrevido asaltó la ciudad.
El siglo XIII es, también, la época de máximo esplendor de la comunidad judía de Gerona. La escuela cabalística de Gerona tuvo gran importancia, en la que destacó el rabino Nahmánides (o Bonastruc ça Porta), que llegó a ser gran rabino de Cataluña. La decadencia de la comunidad judía empezó en el siglo XIV, acentuándose durante el pogromo de 1391, hasta que los judíos fueron expulsados de España por los Reyes Católicos. Actualmente el barrio judío de Gerona es uno de los mejor conservados de Europa y es una de las atracciones turísticas de la ciudad.
En 1385 se autorizó la fundación del Consulado del Mar en Gerona. El 10 de agosto de 1391, encerraron a los judíos de la ciudad en la Torre Gironella a fin de obligarles a convertirse al cristianismo. El 19 de octubre de 1416 Fernando I de Aragón cambia el título de duque de Gerona por el de príncipe de Gerona cuando le otorga al heredero del trono aragonés, el futuro Alfonso V de Aragón el Magnánimo. En 1417 el capítulo catedralicio de Gerona decidió la construcción de la catedral de una sola nave.

## Época moderna
Durante los siglos XV, XVI y XVII la ciudad continuó creciendo y se fueron realizando pequeñas ampliaciones y mejoras de las murallas, que servían para proteger a la ciudad de los diversos ataques a los que tuvo que hacer frente hasta finales del siglo XVII y principios del siglo XVIII por parte de las tropas francesas en el contexto de las numerosas guerras europeas.

## Época contemporánea
Los ataques más conocidos son los que, el ejército napoleónico, llevó a cabo entre 1808 y 1809, durante la denominada Guerra de la Independencia Española defendida por Mariano Álvarez de Castro. Fueron los últimos ataques que sufrió la ciudad hasta los bombardeos aéreos de la guerra civil española, pero también fueron los más mortíferos y destructivos de su historia. Pese a que los ejércitos napoleónicos asaltaron y bombardearon la ciudad en dos ocasiones (en la segunda de ellas es de destacar la labor que realizó en la defensa de la ciudad el guerrillero Juan Clarós), el asedio más largo, virulento e importante, es el que se produjo entre los meses de mayo a diciembre de 1809, dirigido por el mariscal Augereau. El general Álvarez de Castro fue el defensor de la plaza fuerte de Gerona y prohibió cualquier síntoma de capitulación o debilidad, bajo la amenaza de ejecución inmediata. Cuando murió, después de siete meses de asedio, una población y una guarnición exhausta y asolada, dirigida por la Junta militar de Julián de Bolívar capituló frente a las fuerzas francesas.
Hacia 1889, el Estado mayor del ejército español suprimió la categoría de plaza fuerte que ostentaba Gerona y se permitió el derribo de una parte de las murallas del sur de la ciudad, Gerona empezó a tomar la forma que tiene hoy en día. El 4 de febrero de 1939 las tropas franquistas ocuparon la ciudad. En 1960 Gerona es nombrada la primera Ciutat pubilla de la Sardana con un mensaje de Josep Mainar i Pons.
El 21 de abril de 1990 Felipe de Borbón tomó posesión del título de príncipe de Gerona, que le pertenece como heredero de la Corona de Aragón, sin que se celebrara ninguna ceremonia de investidura.
- Datos: Q5899058
- Multimedia: History of Girona / Q5899058